# Quelchia
Quelchia  es un género  de plantas con flores de la familia de las asteráceas.  Comprende 5 especies descritas y  aceptadas. Es originario de Sudamérica.

## Taxonomía
El género fue descrito por Nicholas Edward Brown y publicado en Transactions of the Linnean Society of London, Botany 6: 41. 1901.	La especie tipo es: Quelchia conferta N.E.Br.	

## Especies aceptadas
A continuación se brinda un listado de las especies del género Quelchia aceptadas hasta julio de 2012, ordenadas alfabéticamente. Para cada una se indica el nombre binomial seguido del autor, abreviado según las convenciones y usos.
- Quelchia bracteata "Maguire, Steyerm. & Wurdack"
- Quelchia cardonae Steyerm.
- Quelchia conferta N.E.Br.
- Quelchia eriocaulis "Maguire, Steyerm. & Wurdack"
- Quelchia × grandifolia "Maguire, Steyerm. & Wurdack"